# Ventura (Anderson Paak)
Ventura è il quarto album in studio del cantante statunitense Anderson Paak, pubblicato nel 2019. L'album ha vinto un Grammy Award nella categoria Best R&B Album, mentre il brano Come Home feat. André 3000 ha vinto nella categoria Best R&B Performance.

## Tracce
1. Come Home (featuring André 3000) – 4:26
2. Make It Better (featuring Smokey Robinson) – 3:39
3. Reachin' 2 Much (featuring Lalah Hathaway) – 5:55
4. Winners Circle – 3:29
5. Good Heels (featuring Jazmine Sullivan) – 1:38
6. Yada Yada – 3:27
7. King James – 3:17
8. Chosen One (featuring Sonyae Elise) – 4:05
9. Jet Black (featuring Brandy) – 3:28
10. Twilight – 3:16
11. What Can We Do? (featuring Nate Dogg) – 2:56

## Samples
- Come Home contiene un sample da Best One, brano scritto da Glen Boothe e Brandon Anderson ed interpretato da NxWorries.
- Winners Circle include estratti dal film, Bronx (1993), interpretato da Chazz Palminteri e Robert De Niro, inseriti per concessione di Universal Pictures.
- Chosen One contiene un sample tratto da On The Level di Mac DeMarco.